# Ризофора мангле

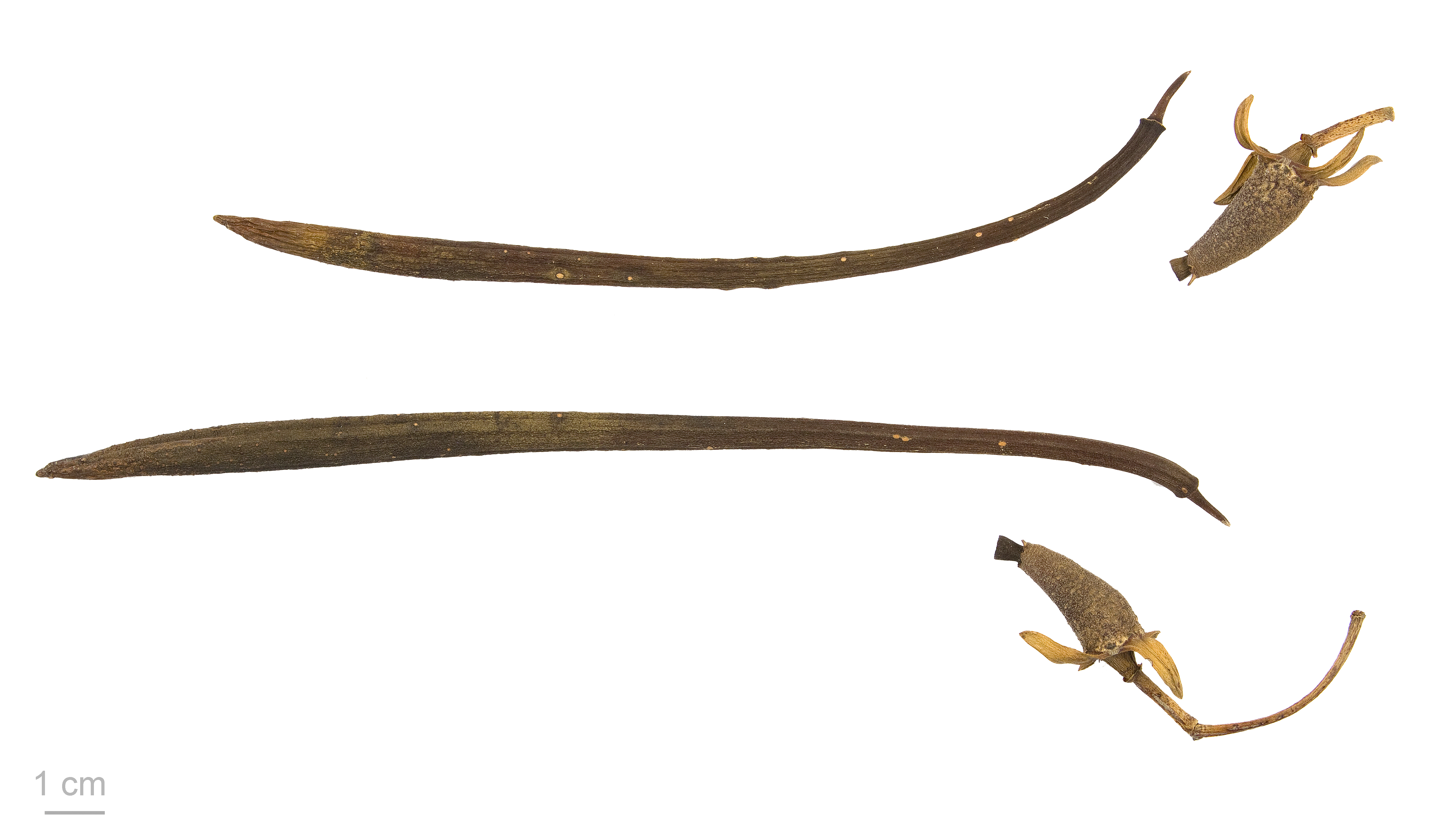
Плоды и семена Rhizophora mangle - Тулузский музей

Ризофора мангле (лат. Rhizophora mangle) — мангровое растение, дерево семейства Ризофоровые. Встречается в тропическом и субтропическом поясе Западной Африки, Северной и Южной Америки, не распространяясь от экватора далее 20 °C изотермы, или 28° сев. и юж. широты. Зона распространения практически совпадает с распространением коралловых рифов. В Америке северная граница ареала ограничена Багамскими островами и южной частью Флориды, южная проходит через бразильский штат Санта-Катарина. Также интродуцирована на Гавайских островах.
Растёт на морском побережье в зоне отлива, или образует заросли вместе с другими мангровыми деревьями в эстуариях, болотистых соляных низменностях вдоль береговой линии.

## Описание
В высоту может достигать до 30 м, хотя при неблагоприятных условиях — недостатке питательных веществ, высоком содержании соли или низкой температуре образует карликовые кустарниковые формы. Ствол прямой, цилиндричный. Основным отличительным свойством этого растения являются большие дугообразные корни, растущие прямо от ствола на значительном возвышении от уровня воды, таким образом создавая воздушную опору дерева в условиях частых приливов и зыбкой почвы. Длина воздушных корней может превышать 2 м Кора гладкая, красновато-коричневая или светло-серая, с возрастом покрывается трещинами. При надрезании коры просматривается красноватое лубяное волокно, что и дало растению английское, а затем и русское название.
Листья супротивные, овальные, цельные, цельнокрайные, собраны под углом в сторону верхушки ветки, ярко-зелёные, длиной 5-15 см. По сравнению с другими мангровыми растениями, листья более крупные и блестящие, на них часто заметны маленькие чёрные пятнышки. Вторичные жилки листа едва заметны. Опыляется растение с помощью ветра. Цветки 1,6-2,4 см высотой, белые или кремового цвета, собраны небольшими группами вдоль ветки. Цветки можно увидеть на дереве в любое время года, но больше всего они появляются с августа по декабрь.
Плод 2-25 см длиной, имеет коническую форму, гибкий и кожистый на ощупь, после созревания продолжает ещё расти на дереве в течение нескольких недель — это происходит потому, что семя внутри плода прорастает. Сам плод представляет собой зачаток побега или корня, при опадании он долго плавает (способен продержаться в солёной воде год, прежде чем пустить корни), в результате чего возле берега образуется довольно широкая «грязная», мутная полоса, состоящая из опавших плодов. У спелого плавающего плода нижняя часть погружается в воду, и при соприкасании с дном он быстро пускает корни.

## Использование
Древесина дерева твёрдая и тяжёлая, на локальных рынках используется в строительстве.
Корни и стебли в народной медицине используются при лечении ангины, астмы, заболеваний глаз, дизентерии, желтухи, кровоизлияния, лепры, лихорадки, поноса, ушибов, фурункулов, язв.

## Галерея

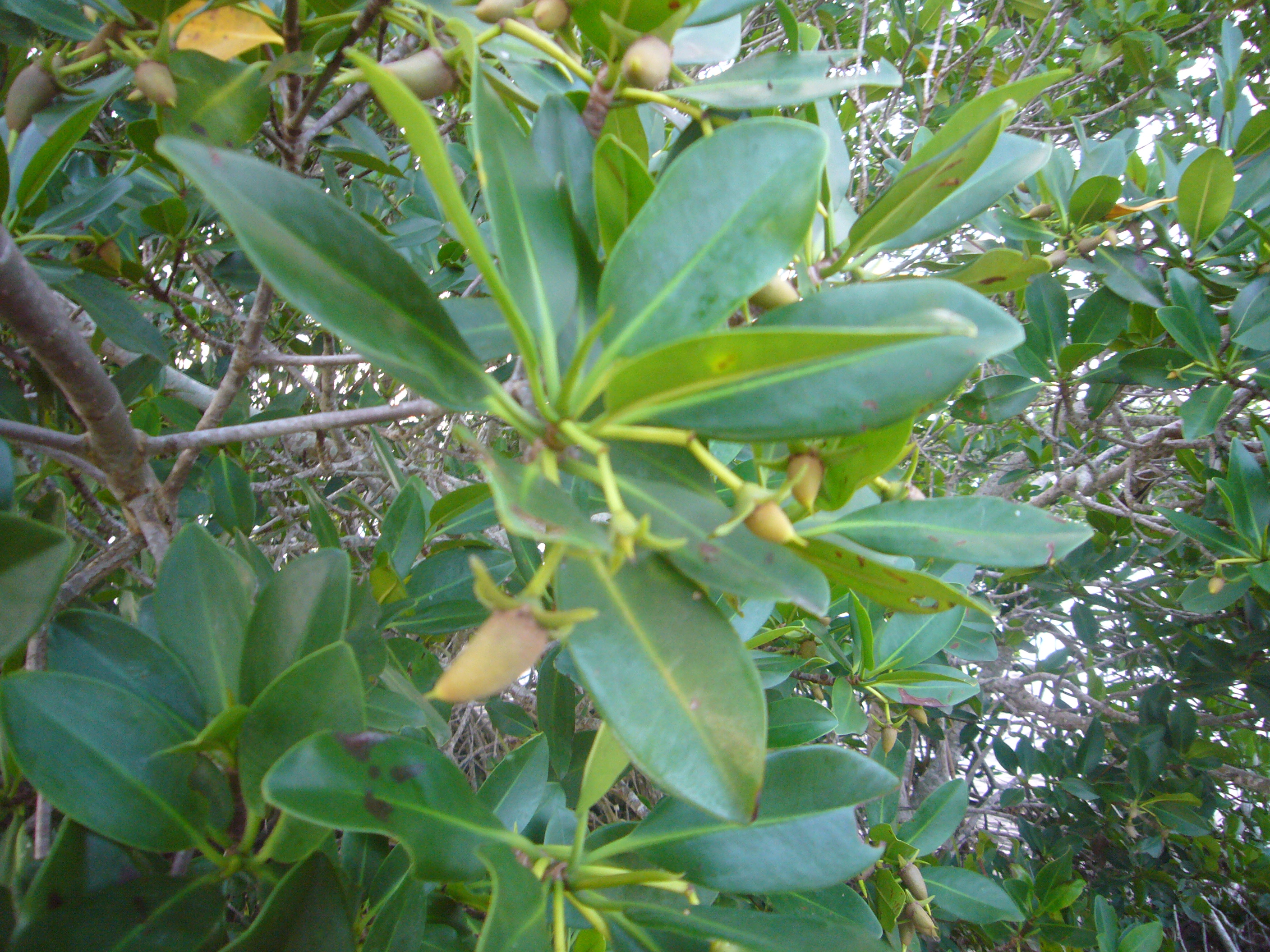
Листья и плоды
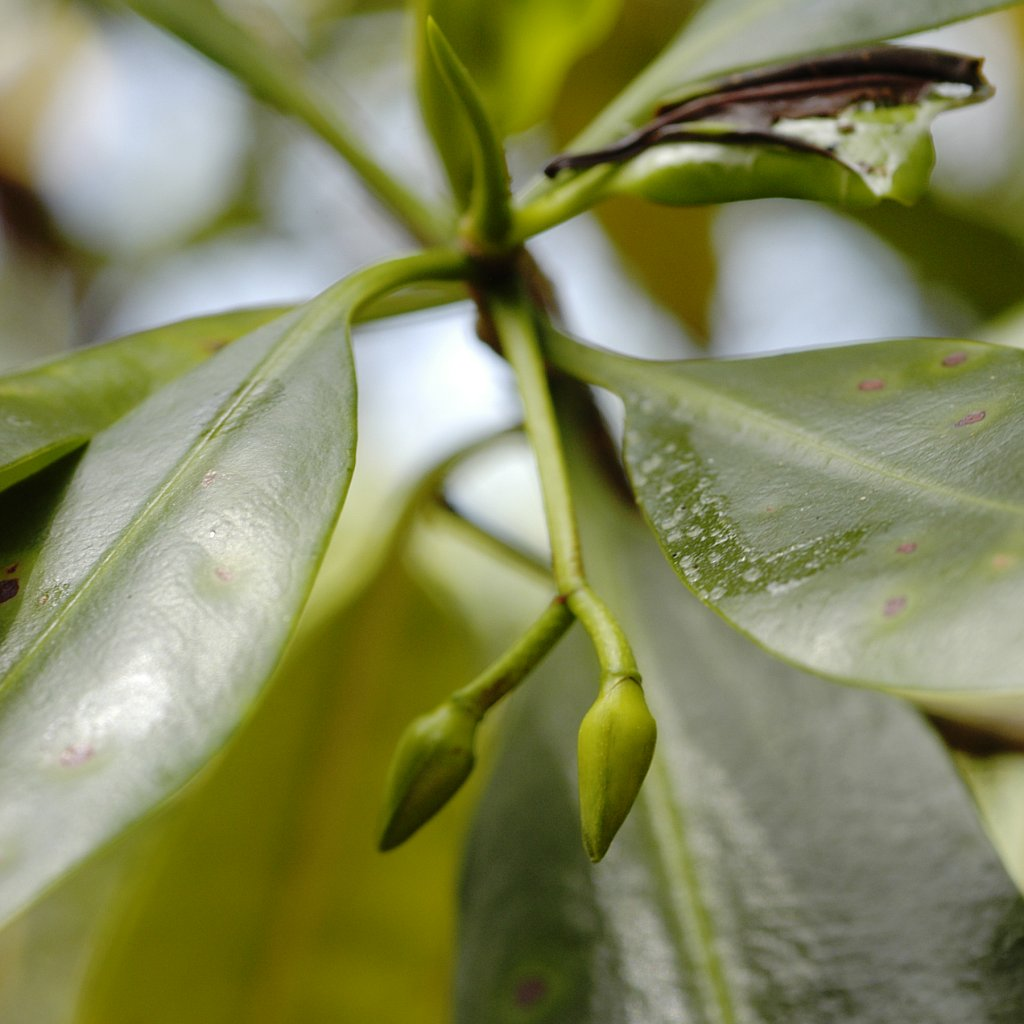
Почки
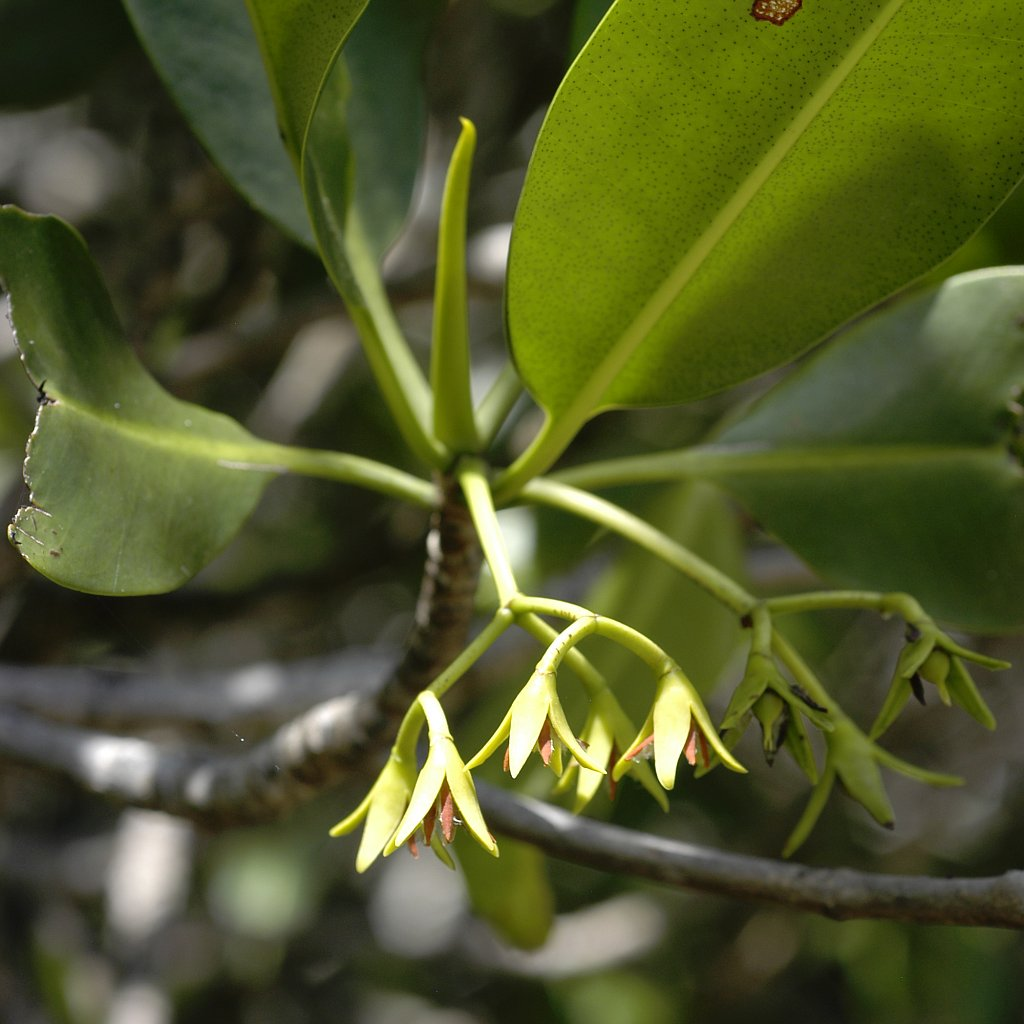
Цветки
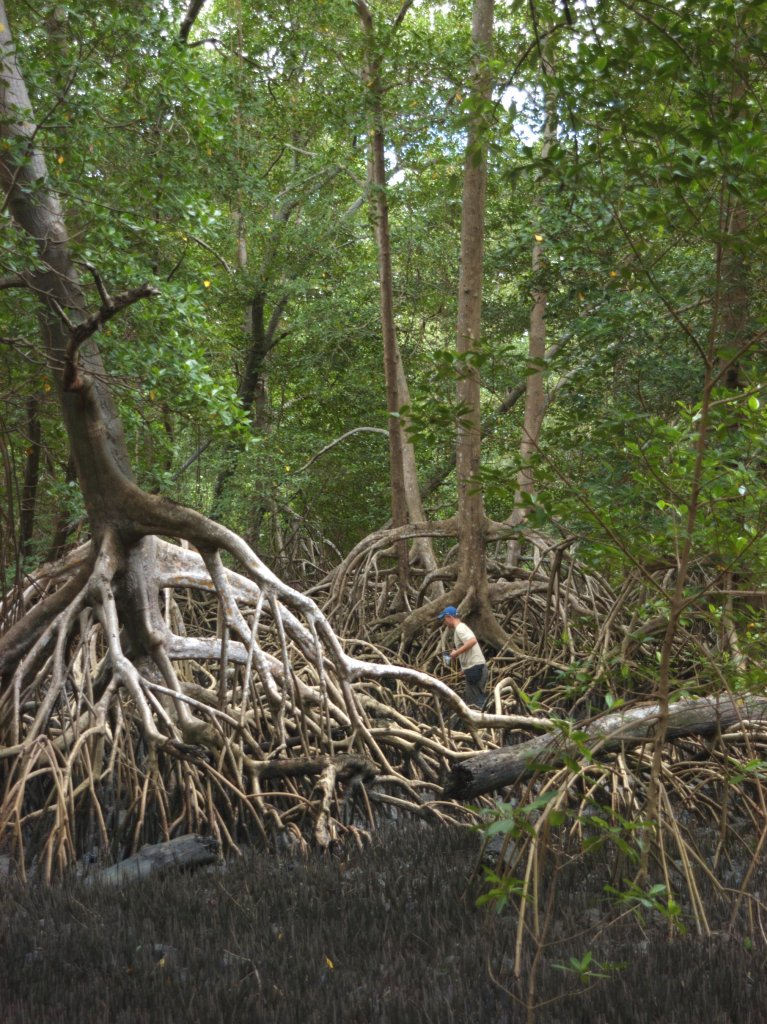
Корни
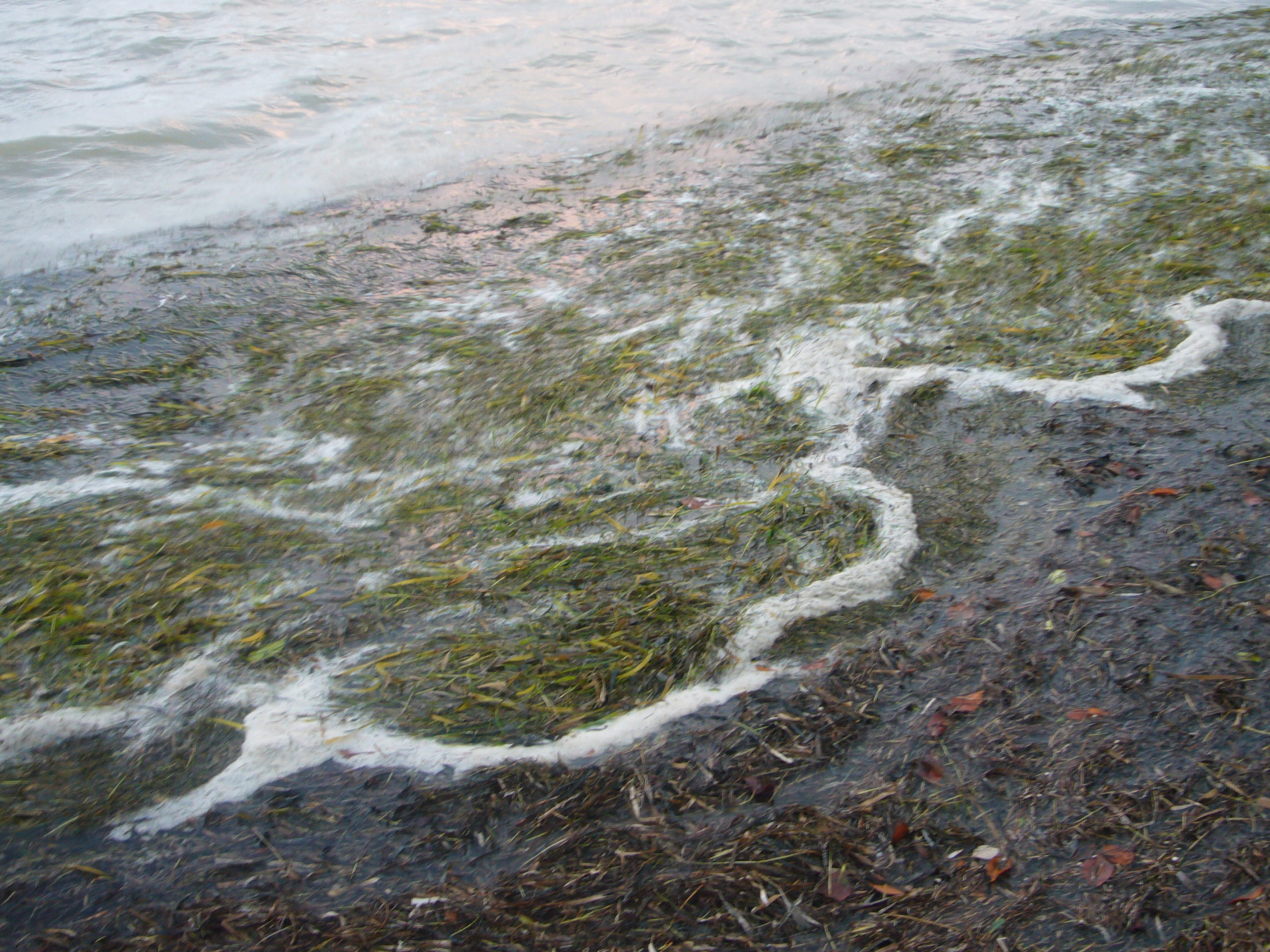
Плавающие вдоль берега плоды